# Pirgos
Pirgos (gr. Πύργος) – miasto w Grecji, w zachodniej części Półwyspu Peloponeskiego, nad Morzem Jońskim, w administracji zdecentralizowanej Peloponez, Grecja Zachodnia i Wyspy Jońskie, w regionie Grecja Zachodnia, w jednostce regionalnej Elida. Siedziba gminy Pirgos. W 2011 roku liczyło 24 359 mieszkańców. W mieście rozwinął się przemysł spożywczy.

## Miasta partnerskie
- Budaörs